# Заречное (Белогорский район)
В Амурской области также есть сёла Заречное в Архаринском районе и Заречное в Зейском районе.
Заре́чное — село в Белогорском районе Амурской области, Россия.
Административный центр Озерянского сельсовета.

## География
Село Заречное стоит на правом берегу реки Белая (левый приток Зеи).
Автомобильная дорога к селу Заречное идёт на юг от Белогорска через село Возжаевка, расстояние — 41 км.
От села Заречное на восток (вверх по правому берегу реки Белая) идёт дорога к селу Озеряне, на запад (вниз по правому берегу реки Белая) — к селу Чернетчено.

## Население
| 2002 | 2010 | 2012 | 2013 | 2014 | 2015 | 2016 |
| ---- | ---- | ---- | ---- | ---- | ---- | ---- |
| 625  | ↘462 | ↘459 | ↘457 | ↘440 | ↘432 | ↘419 |
| 2017 | 2018 |      |      |      |      |      |
| ↘418 | ↘393 |      |      |      |      |      |

## Инфраструктура
- Сельскохозяйственные предприятия Белогорского района.